# Llebre (esports)

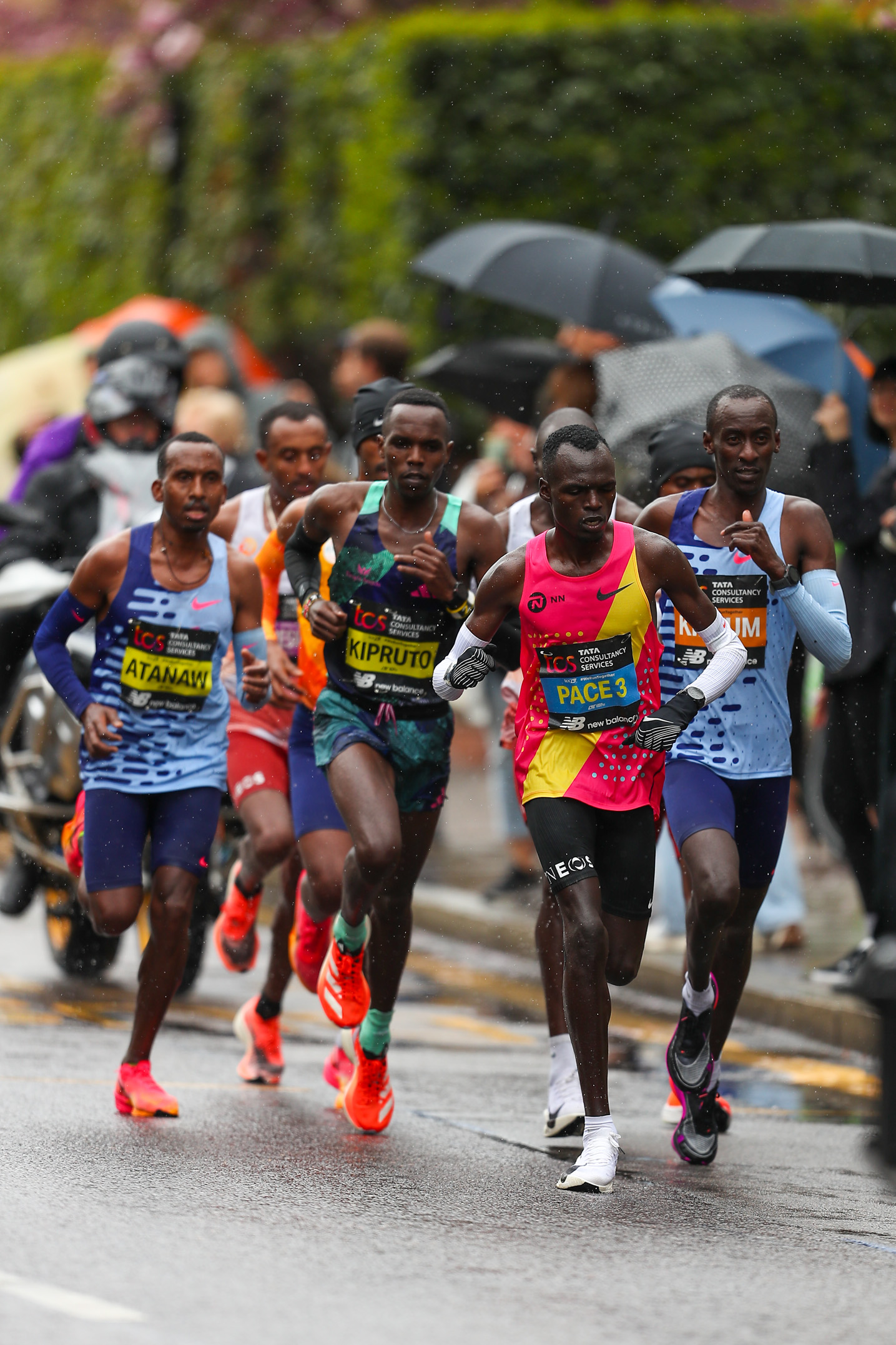
Algunes curses identifiquen les llebres amb un dorsal de diferent color (Marató de Londres, 2023).

Una llebre, en esports de curses com l'atletisme, és un corredor la funció del qual és marcar el ritme durant la part inicial d'algunes curses de llarga o mitjana distància. La major part de vegades les llebres no les acaben, ja que només fan una certa distància. Se solen utilitzar llebres en curses d'alt prestigi amb gran audiència o en curses on es preveu que un atleta batrà un rècord.
Com el seu objectiu és córrer a un ritme prou alt per a assegurar que els atletes més ràpids acabin en un bon temps, reben moltes instruccions per part dels organitzadors i corredors abans d'iniciar. No obstant això, en alguns casos, l'atleta que va al capdavant li pot demanar a la llebre que vagi més de pressa o més lent.
Les llebres es van començar a emprar amb freqüència a partir de la dècada dels anys 50. Es va fer molt popular el rècord mundial de Roger Bannister, el qual va ser la primera persona a baixar de 4 minuts a la milla, amb l'ajuda de les llebres Chris Brasher i Chris Chataway.
Des d'aquell moment, la utilització de llebres s'ha estés per altres esports, com ara l'hípica. També, en atletisme, s'ha eixamplat el nombre de disciplines que fan us de llebres, des dels 1500 metres fins a la marató.